# Indophenol
Indophenol, auch Phenolindophenol, gehört zu den Chinoniminfarbstoffen.

## Gewinnung und Darstellung

Synthese von Indophenol

Indophenol lässt sich durch oxidative Kupplung von p-Aminophenol mit Phenol in alkalischer Lösung mit Natriumhypochlorit als Oxidationsmittel herstellen.

## Eigenschaften
Indophenol ist ein Redoxindikator. Durch Reduktion lässt sich Indophenol reversibel in die farblose Leukoverbindung überführen.

## Verwendung
Das Indophenol-Derivat 2,6-Dichlorphenolindophenol (Tillmans-Reagenz) wird als Redoxindikator zum Nachweis von Ascorbinsäure verwendet.
Weitere Indophenol-Derivate entstehen beim:
- Ammoniak-Nachweis mittels Berthelot-Reaktion
- Indol-Nachweis mit dem Ehrlich-Reagenz
- Oxidase-Nachweis mit dem NADI-Reagenz